# Марк Белл (хокеїст)
Марк Белл (англ. Mark Bell, нар. 5 серпня 1980, Перт Саут) — канадський хокеїст, що грав на позиції крайнього нападника.

## Ігрова кар'єра
Хокейну кар'єру розпочав 1995 року. Надалі чотири сезони відіграв за Оттава 67-і (ОХЛ).
1998 року був обраний на драфті НХЛ під 8-м загальним номером командою «Чикаго Блекгокс». Під час локауту в сезоні 2004–05 років, виступав у Європі за норвезький «Тронгейм Блек Пантерс».
Влітку 2006 року Белла обміняли до «Сан-Хосе Шаркс» за тристоронньою угодою за участю «Чикаго Блекгокс» та «Оттава Сенаторс». Влітку 2006 року Марка було заарештовано за керування транспортним засобом у стані алкогольного сп'яніння.
«Торонто Мейпл-Ліфс» придбав Белла та фінського воротаря Весу Тоскалу в обмін на поступки з боку «Шаркс» на драфті НХЛ 2007 року. Через минулорічний інцидент, першу гру за «Ліфс» Марк зіграв 6 листопада 2007 року. Зрештою більшу частину сезону він провів у складі фарм-клубу «Торонто Марліс».
25 лютого 2009 року Марк перейшов до клубу «Нью-Йорк Рейнджерс». Майже весь цей період відіграв за фарм-клуб.
28 вересня 2009 року він підписав контракт з клубом Національної ліги А «Клотен Флаєрс». За два сезони у складі швейцарського клубу він провів 180 матчів. У складі збірної Канади відіграв на турнірі Кубок Шпенглера 2009 та 2010 років.
20 липня 2011 року Белл підписав однорічну угоду з клубом НХЛ «Анагайм Дакс».
19 вересня 2012 року, Марк вирушив до Європи, підписавши річний контракт з командою «Ізерлон Рустерс». Перед початком сезону 2013–14 років канадець уклав контракт з командою «Айсберен Берлін». Наприкінці сезону 2015–16 років Белл завершив професійну хокейну кар'єру.
Загалом провів 459 матчів у НХЛ, включаючи 9 ігор плей-оф Кубка Стенлі.
У складі молодіжної збірної Канади бронзовий призер чемпіонату світу 2000 року.

## Тренерська робота
У липні 2016 року Белл приєднався до тренерського штабу одного із молодіжних клубів Канади, як асистент головного тренера.

## Статистика

### Клубні виступи
| 1995–96      | «Стретфорд»             | СЗЮХЛ        | 47  | 8  | 15 | 23  | 32  | —  | — | — | —  | —  |
| 1996–97      | Оттава 67-і             | ОХЛ          | 65  | 8  | 12 | 20  | 40  | 24 | 4 | 7 | 11 | 13 |
| 1997–98      | Оттава 67-і             | ОХЛ          | 55  | 34 | 26 | 60  | 87  | 13 | 6 | 5 | 11 | 14 |
| 1998–99      | Оттава 67-і             | ОХЛ          | 44  | 29 | 26 | 55  | 69  | 9  | 6 | 5 | 11 | 8  |
| 1999–2000    | Оттава 67-і             | ОХЛ          | 48  | 34 | 38 | 72  | 95  | 2  | 0 | 1 | 1  | 0  |
| 2000–01      | «Норфолк Адміралс»      | АХЛ          | 61  | 15 | 27 | 42  | 126 | 9  | 4 | 3 | 7  | 10 |
| 2000–01      | «Чикаго Блекгокс»       | НХЛ          | 13  | 0  | 1  | 1   | 4   | —  | — | — | —  | —  |
| 2001–02      | «Чикаго Блекгокс»       | НХЛ          | 80  | 12 | 16 | 28  | 124 | 5  | 0 | 0 | 0  | 8  |
| 2002–03      | «Чикаго Блекгокс»       | НХЛ          | 82  | 14 | 15 | 29  | 113 | —  | — | — | —  | —  |
| 2003–04      | «Чикаго Блекгокс»       | НХЛ          | 82  | 21 | 24 | 45  | 106 | —  | — | — | —  | —  |
| 2004–05      | «Тронгейм Блек Пантерс» | ГЕТ          | 25  | 10 | 17 | 27  | 87  | 11 | 6 | 6 | 12 | 44 |
| 2005–06      | «Чикаго Блекгокс»       | НХЛ          | 82  | 25 | 23 | 48  | 107 | —  | — | — | —  | —  |
| 2006–07      | «Сан-Хосе Шаркс»        | НХЛ          | 71  | 11 | 10 | 21  | 83  | 4  | 0 | 0 | 0  | 2  |
| 2007–08      | «Торонто Мейпл-Ліфс»    | НХЛ          | 35  | 4  | 6  | 10  | 60  | —  | — | — | —  | —  |
| 2008–09      | «Торонто Марліс»        | АХЛ          | 56  | 12 | 15 | 27  | 34  | —  | — | — | —  | —  |
| 2008–09      | «Гартфорд Вулф Пек»     | АХЛ          | 18  | 6  | 8  | 14  | 31  | 5  | 1 | 0 | 1  | 4  |
| 2009–10      | «Клотен Флаєрс»         | НЛА          | 39  | 13 | 14 | 27  | 69  | 10 | 1 | 4 | 5  | 29 |
| 2010–11      | «Клотен Флаєрс»         | НЛА          | 41  | 16 | 9  | 25  | 58  | 18 | 6 | 3 | 9  | 60 |
| 2011–12      | «Сірак'юс Кранч»        | АХЛ          | 39  | 7  | 10 | 17  | 41  | 4  | 3 | 1 | 4  | 0  |
| 2011–12      | «Анагайм Дакс»          | НХЛ          | 5   | 0  | 0  | 0   | 5   | —  | — | — | —  | —  |
| 2012–13      | «Ізерлон Рустерс»       | ДХЛ          | 43  | 13 | 15 | 28  | 122 | —  | — | — | —  | —  |
| 2013–14      | «Айсберен Берлін»       | ДХЛ          | 32  | 10 | 20 | 30  | 34  | 3  | 0 | 0 | 0  | 2  |
| 2014–15      | «Айсберен Берлін»       | ДХЛ          | 25  | 5  | 6  | 11  | 64  | —  | — | — | —  | —  |
| 2015–16      | «Айсберен Берлін»       | ДХЛ          | 12  | 2  | 1  | 3   | 12  | 7  | 0 | 2 | 2  | 16 |
| Усього в НХЛ | Усього в НХЛ            | Усього в НХЛ | 450 | 87 | 95 | 182 | 602 | 9  | 0 | 0 | 0  | 10 |
| Усього в АХЛ | Усього в АХЛ            | Усього в АХЛ | 174 | 40 | 60 | 100 | 232 | 18 | 8 | 4 | 12 | 14 |
| Усього в ДХЛ | Усього в ДХЛ            | Усього в ДХЛ | 112 | 30 | 42 | 72  | 232 | 10 | 0 | 2 | 2  | 18 |

### Збірна
| Рік              | Команда          | Турнір           | Місце            | І | Г | П | О | ШХ |
| ---------------- | ---------------- | ---------------- | ---------------- | - | - | - | - | -- |
| 2000             | Канада           | МЧС              | 3                | 7 | 2 | 0 | 2 | 8  |
| Молодіжна збірна | Молодіжна збірна | Молодіжна збірна | Молодіжна збірна | 7 | 2 | 0 | 2 | 8  |